# Histoire de l'université libre de Bruxelles
L'histoire de l'université libre de Bruxelles trouve ses origines dans la naissance de la Belgique moderne, depuis sa création en 1834. L'ULB a ainsi participé à la formation de générations de scientifiques, d'hommes d'affaires, d'universitaires et de politiciens, notamment de plusieurs lauréats du prix Nobel, le plus récent étant le physicien François Englert en 2013.

## La fondation de l'université

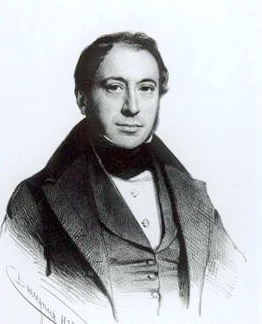
Théodore Verhaegen (1796-1862).

L'université libre de Bruxelles fut fondée le 20 novembre 1834, dans une période qui suivit l'indépendance de la Belgique et qui connut la désorganisation de l'enseignement supérieur.
Les trois universités d'État fondées à l'époque du royaume uni des Pays-Bas - Gand, Liège, Louvain - sont amputées de plusieurs facultés. Auguste Baron et Adolphe Quetelet avaient imaginé dès 1831 dans leur loge maçonnique Les amis philanthropes l'idée d'une université « libre ». La création, en 1834, de l'université catholique de Malines, sous l'impulsion des évêques de Belgique, fut le détonateur qui poussa le monde libéral à réagir rapidement. Le juriste Pierre-Théodore Verhaegen, vénérable maître de la loge Les Amis philanthropes, lança en juin 1834 un appel à une souscription dans les milieux libéraux et dans les loges du Grand Orient de Belgique en vue de la création d'une université « libre » qui combattrait « l'intolérance et les préjugés » en répandant la philosophie des Lumières. On fit cependant remarquer à Verhaegen l'utopie de son projet, lui qui ne disposait ni de professeurs, ni de locaux, ni d'argent. C'était sans compter sur l'aide du bourgmestre de Bruxelles et franc-maçon, Nicolas-Jean Rouppe, qui trouva des locaux dans l'ancien palais de Charles-Alexandre de Lorraine, place du Musée. Verhaegen annexa à son projet l'École de médecine et trouva des enseignants parmi les hommes d'expérience du musée des sciences et des lettres. La Faculté de droit fut confiée à des professeurs bénévoles, comme Henri de Brouckère, qui était lui aussi franc-maçon. Dans la foulée, la Ville de Bruxelles alloua un subside et le 20 novembre 1834, Auguste Baron pouvait, dans son discours d'inauguration, définir l'esprit de l'université libre :
« Nous jurons d'inspirer à nos élèves, quel que soit l'objet de notre enseignement, l'amour pratique des hommes qui sont frères, sans distinction de caste, d'opinion, de nation ; nous jurons de leur apprendre à consacrer leurs pensées, leurs travaux, leurs talents au bonheur et à l'amélioration de leurs concitoyens et de l'humanité...»

## Le développement de l'université
La première année universitaire pouvait commencer avec ses trente-huit professeurs et 96 étudiants. À l'origine, elle porte le nom d’université libre de Belgique et se compose de quatre facultés : philosophie et lettres, droit, sciences et médecine. À partir de 1842, elle changea de nom et devint l'université libre de Bruxelles.
Jusqu'en 1847, l'université vécut des souscriptions lancées par le Grand Orient et diverses loges maçonniques du pays, dont celle des Amis philanthropes. Outre les difficultés financières, l'Église et l'État faisaient peser des menaces sur la jeune université libre de Bruxelles. La loi sur l'enseignement supérieur de 1835 supprimait l'université d'État de Louvain, ce qui permit à l'université catholique de Malines de s'installer dans la cité brabançonne où elle prit le nom d’université catholique de Louvain et à se présenter petit à petit, en passant outre à plusieurs jugements et en déformant son histoire, comme étant l’héritière et la continuatrice légitime de l'ancienne université de Louvain, ce qu'on peut toujours lire actuellement. Il ne restait donc plus que deux universités de l'État - Gand et Liège. Quant aux évêques, ils avaient peine à admettre l'existence d'une université qui se proclamait autonome et qui échappait ainsi à leur contrôle. La presse catholique milita contre l'enseignement dispensé à Bruxelles. Verhaegen répondit à toutes les attaques par un discours académique retentissant où il proclama : « Partis de la liberté d'enseignement, nous réalisons la liberté dans l'enseignement. »

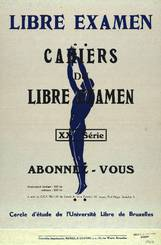
Couverture d'un cahier du libre examen.

Surmontant ces querelles, l'université libre devint une institution reconnue. La population estudiantine était en progression et l'on put en 1842 déménager dans un nouveau bâtiment, le palais Granvelle sis rue des Sols et rue de l'Impératrice.
En 1873, l'université ouvrit son École polytechnique où un enseignement pratique put être dispensé.
En 1880, elle fut la première en Belgique à permettre aux femmes d'accéder aux cours et ce au sein de son Institut de pharmacie. Avant cela quelques-unes étaient allées étudier dans des universités étrangères, principalement en faculté de médecine. Il n'y avait pourtant, en Belgique, aucune restriction légale en ce qui concerne l'accès des femmes aux hautes études. Mais, traditionnellement, seuls les hommes entraient à l'université, et surtout, aucune école secondaire ne préparait les jeunes filles à de telles études.
Le 7 juillet 1886, un incendie détruisit l'aile gauche de l'édifice rue des Sols. La salle académique, la bibliothèque et une partie des collections minéralogiques disparurent dans les flammes. La reconstruction prit six ans.
Le 20 novembre était, depuis l'ouverture, un jour de congé à l'université libre de Bruxelles mais ce n'est qu'en 1888, à l'initiative des étudiants, qu'on organisa les premières célébrations de la Saint-Verhaegen.
En 1893, l'université libre de Bruxelles bénéficia d'un mécénat de grande envergure qui acheva le développement de la faculté de médecine : Ernest Solvay la dota d'un Institut de physiologie implanté au parc Léopold à Etterbeek (ces locaux sont actuellement occupés par le lycée Émile Jacqmain, une école secondaire très réputée) ; Raoul Warocqué, d'un Institut d'anatomie ; Alfred Solvay et quelques autres, d'un Institut d'hygiène et de bactériologie. Dès leur fondation, plusieurs instituts et facultés de l'université sont directement liés aux principales figures du capitalisme industriel belge à son apogée. Il n'est pas anodin que Solvay constitue une école de commerce (pour former les cadres nécessaires à sa multinationale), et un institut de physiologie (pour mesurer l'efficacité des ouvriers et contrôler leur rendement).
En 1899, fut créée l'École des sciences politiques et sociales.

## La première crise des années 1890

### Affaire Dwelshauvers
À l'origine issue d'un milieu certes anticlérical mais néanmoins catholique, ou au moins spiritualiste ou déiste, l'université verra au cours des dernières décennies du XIXe siècle le développement d'un courant farouchement athée ainsi que l'essor de la démarche scientifique positiviste chère à Auguste Comte, qui affirme le primat absolu de l'expérimentation et de la raison. Cette évolution ne se fit pas sans heurts. Ainsi, en 1890, la thèse de philosophie de Georges Dwelshauvers provoqua de vifs débats par ses positions athées alors que la majorité des professeurs de la faculté de philosophie et lettres étaient toujours déistes.

### Affaire Élisée Reclus
Ces conflits entre doctrinaires et progressistes, puis entre libéraux et socialistes se traduiront également à l’université libre de Bruxelles par l’affaire Reclus. Élisée Reclus, géographe français anarchiste, avait été invité à donner cours à l’université libre de Bruxelles en 1892. En 1893, à la suite d'un attentat anarchiste le conseil d’administration s’opposa à sa venue désavouant ainsi le recteur Hector Denis, premier socialiste élu à ce poste.

### Conséquences
Cela provoqua une scission et la création d’une université nouvelle (1894 - 1919) qui sera parfois même surnommée « Université bulgare », au vu du nombre d'étudiants bulgares qui y étudieront, et qui perdura jusqu’à la fin de la Première Guerre mondiale.
L'université libre modifia ses statuts et inscrit le 10 juillet 1894 le principe du Libre examen dans son premier article qui s'énoncera désormais comme suit: "L'université libre de Bruxelles fonde l'enseignement et la recherche sur le principe du libre examen. Celui-ci postule, en toute matière, le rejet de l'argument d'autorité et l'indépendance de jugement"

## Cercles étudiants
Dans les années 1880, les étudiants se groupent en cercles facultaires.
Par la suite, on verra apparaître des cercles interfacultaires qui ne groupent pas les étudiants par leur appartenance à une même discipline, mais en fonction de leurs opinions, philosophiques, politiques, etc. Le Cercle du libre examen en est un exemple.

## La modernisation des facultés
L’Institut de sociologie fut fondé en 1902. L'année 1904 vit la création de l'École de commerce Solvay. Au lendemain de la Première Guerre mondiale, qui entraîna la première interruption des cours de l'université, alors que Jules Bordet, professeur à l'université libre de Bruxelles se voit attribuer le prix Nobel de physiologie ou médecine (1919), on envisage de déménager à la suite de la croissance des besoins en espace et de la démolition du palais Granvelle du fait des travaux de la jonction Nord-Midi. Le choix se porte sur le plateau du Solbosch situé à la limite des faubourgs de l'époque. Les travaux débutent en 1921 par le bâtiment U inauguré en 1924. La construction du bâtiment A (qui n'est donc pas le bâtiment le plus ancien contrairement à une idée reçue) (1924-1928) est soutenue financièrement par la Belgian American Educational Foundation (héritière de la  Commission for Relief in Belgium (CRB)), une organisation américaine (présidée par Herbert Hoover) destinée à restaurer l'enseignement universitaire en Belgique meurtri par la guerre. Elle participe également avec la famille Tournay-Solvay au financement de la cité Héger ouverte en 1933. En 1939, est inauguré l'Institut de cancérologie Bordet, boulevard de Waterloo.

## La grande guerre
Dès 1914, les cours sont suspendus à la suite des incendies de Louvain, lorsque l'armée allemande met le feu à la ville et à sa bibliothèque causant la mort de 248 personnes dans la nuit du 25 au 26 août 1914, événement qui connut un grand retentissement dans la presse internationale. Il faudra attendre le 22 janvier 1919 pour que les cours reprennent à l’université libre de Bruxelles.
« Plutôt périr que céder(...) elle manquerait à elle-même si elle acceptait la censure : ce qui caractérise notre institution, ce qui lui donne sa seule ou tout au moins sa vraie grandeur, c’est la liberté de pensée et de parole qui s’est abritée ici »[1]. Voici ce que déclarait Paul Héger, vice-président du conseil d'administration face aux tentatives des forces d’occupation allemandes de soumettre l’enseignement universitaire à ses ordres.

## L'occupation allemande et la résistance du groupe G

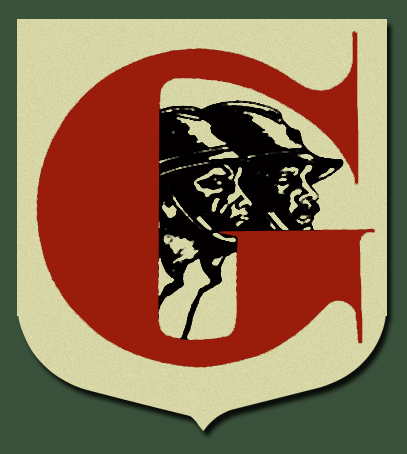
Écusson du Groupe G.

À partir du mois de novembre 1941, alors que la Belgique est sous l'occupation allemande, l'université préfère se saborder en fermant ses portes plutôt que d'accepter des professeurs flamands d'Ordre nouveau imposés par les Nazis.
Les étudiants et des professeurs partent dans d'autres universités belges, mais certains professeurs donnent des cours clandestins.
Certains professeurs et des étudiants militent dans la résistance, dont le Groupe G composé d'ingénieurs qui procèdent à des sabotages techniques comme la grande coupure du 15 janvier 1944 affectant le réseau à haute tension par des destructions à l'explosif de 28 pylônes à haute tension et de stations électriques du Borinage, ce qui a handicapé gravement les industries réquisitionnées par l'Allemagne jusqu'à la fin de la guerre. La libération de Bruxelles, en septembre 1944, permet une reprise progressive des cours.

## Néerlandais et naissance de laVrije Universiteit Brussel
Des cours furent donnés en néerlandais à l'université libre de Bruxelles dès 1890 en faculté de Droit, et en 1963 dans presque toutes les facultés. L'université libre de Bruxelles fut scindée en octobre 1969 selon la langue, donnant naissance à la Vrije Universiteit Brussel néerlandophone. Cette scission fut confirmée par une loi en 1970 qui consacra la séparation totale des deux entités. Juridiquement, les deux universités sont donc indépendantes. Cependant, le titre de Vrije Universiteit Brussel est l'exacte traduction du nom de l'université libre de Bruxelles, les valeurs de la philosophie du libre examen étant celles de la nouvelle université de langue néerlandaise, comme elles sont celles de l'université libre de Bruxelles depuis 1835. Les deux institutions sont d'ailleurs voisines, les nouveaux bâtiments de la Vrije Universiteit ayant été érigés sur l'ancien champ de manœuvres de la gendarmerie à côté des extensions de l'université libre sur ce que l'on appelle le Campus de la Plaine. Mais l'université francophone conserve le siège historique situé non loin de là, avenue Roosevelt, en plus de ses extensions. Cette proximité favorise les contacts entre professeurs dont certains enseignent dans les deux établissements. Des formations et des masters sont d'ailleurs organisés en commun.